# Euphorbia cussonioides
Euphorbia cussonioides är en törelväxtart som beskrevs av Peter René Oscar Bally. Euphorbia cussonioides ingår i släktet törlar, och familjen törelväxter. IUCN kategoriserar arten globalt som sårbar.
Artens utbredningsområde är Kenya. Inga underarter finns listade i Catalogue of Life.